# Budiš (ásványvíz)
A Budiš egy szlovákiai ásványvízmárka, mely Turócborkútról származik és a település szlovák nyelvű nevéről kapta a nevét. Szlovákia által elismert természetes ásványvíz. Egy 2005-ös márkaismertséget kutató felmérés alapján az országban ez a legnépszerűbb palackozottvíz-márka, a válaszadók kétharmada ismerte és 40%-a vásárolta.

## Összetétele
| Kémiai összetétel (2008. március 3.) | Kémiai összetétel (2008. március 3.) | Kémiai összetétel (2008. március 3.) | Kémiai összetétel (2008. március 3.) |
| Kationok                             | (mg/l)                               | Anionok                              | (mg/l)                               |
| ------------------------------------ | ------------------------------------ | ------------------------------------ | ------------------------------------ |
| NH4+                                 | 0,21                                 | HCO3-                                | 1312                                 |
| Ca2+                                 | 175                                  | SO42-                                | 350                                  |
| Na+                                  | 386                                  | Cl-                                  | 20,4                                 |
| K+                                   | 45                                   | F-                                   | 2,5                                  |
| Mg2+                                 | 47,2                                 | NO3-                                 | < 0,08                               |
| Összesen                             | 2406                                 | NO2-                                 | < 0,01                               |